# Energija aktivacije
Energija aktivacije je minimalna energija koju čestice moraju posjedovati da bi došlo do hemijske reakcije. Da bi između dvije čestice došlo do reakcije, one se moraju sudariti, pa se povećanjem broja sudara čestica reaktanata, povećava i brzina hemijske reakcije. Naime, čestice moraju da posjeduju dovoljno energije, da bi uopšte stupile u reakciju, što predstavlja energiju aktivacije.